# Der graue Wackenstein
Der graue Wackenstein ist ein Märchen. Es steht in Johann Wilhelm Wolfs Deutsche Hausmärchen an Stelle 10.

## Inhalt
Ein Bauer verflucht seinen Sohn, der unbedingt fort will, drei Tage und Nächte zu laufen. Der Sohn findet sich hungrig im Wald. Ein graues Männchen isst mit ihm in einem schwarzen Schloss, ehe Riesen kommen, und gibt ihm ein Stöckchen, sie nacheinander zu töten. Dann muss er das Männchen köpfen, und die Jungfrau ist erlöst, ihr dann noch zwei Taubeneier aus einer Eiche an den Kopf werfen, da ist auch das Schloss erlöst. Als sie ein Kind bekommt, ist es ein grauer Wackenstein, den muss er zerhauen, danach ist es ein Mädchen.

## Herkunft
Der Titel Der graue Wackenstein ist bei Wolf mit einem Sternchen (*) versehen, was laut seiner Vorrede anzeigt, dass Wilhelm von Ploennies den Text ausarbeitete. Vgl. Das Schneiderlein und die drei Hunde. Wackenstein ist aus Grauwacke. Graues Männchen und schwarzes Schloss zeigen den Erlösungsbedarf an, vgl. etwa Die Prinzessin von Tiefenthal, zu den Taubeneiern das Greifenei in Der Fischerssohn, der Rappe und der Schimmel. Die Schlosstür schlägt dem Helden beim Hinausgehen den Schuhabsatz ab, wie in Grimms Das Wasser des Lebens.